# Décès en 1412
Décès
- 1408
- 1409
- 1410
- 1411
- 1412
- 1413
- 1414
- 1415
- 1416

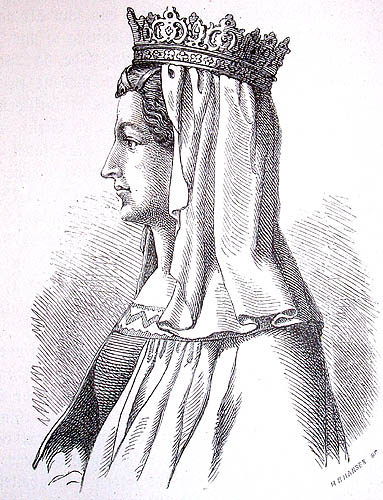
Marguerite Ire de Danemark, morte en 1412.

Cette page dresse une liste de personnalités mortes au cours de l'année 1412 :
- 11 janvier: Antonio Caetani, dit le cardinal d'Aquilée, cardinal italien.
- 20 janvier : Jake bâtard d'Havré, chevalier et Bailli du Boussoit.
- 5 mars : Alphonse d'Aragon et de Foix, plus connu sous le nom d'Alphonse IV le Vieux de Ribagorce, comte de Denia, comte de Ribagorce, marquis de Villena, duc de Gandie et premier connétable de Castille.
- 8 mars: Guy de Malesec, cardinal français.
- 31 mars : Albert de Suède, duc de Mecklembourg-Schwerin puis roi de Suède.
- 1er avril : Catherine de Vendôme, comtesse de Vendôme et de Castres de la Maison de Montoire.
- 2 avril : Ruy Gonzáles de Clavijo, écrivain et voyageur espagnol.
- 21 avril : Guy XII de Laval, baron de Laval et de Vitré, vicomte de Rennes, de Gavre et d'Acquigny, châtelain du Désert,gouverneur de Bretagne et duc de Bretagne.
- 16 mai : 
  - Giovanni Maria Visconti, 2e duc de Milan.
  - Facino Cane, condottiere italien.
- 17 juin : Enrico Minutoli, dit le cardinal de Naples, cardinal italien.
- 21 juin : Angelo Cino, dit le cardinal de Recanati, cardinal italien.
- 29 juin : Niccolò Brancaccio,  dit le cardinal d'Albe, ou le cardinal de Cosenza, pseudo-cardinal italien.
- 12 juillet : Johannes Ciconia,  nom de deux compositeurs du Moyen Âge.
- 14 juillet Francesco Uguccione, dit le cardinal de Bordeaux, cardinal italien.
- 29 juillet : Pierre de Navarre, comte de Mortain.
- 6 août : Marguerite de Durazzo, reine consort de Naples, de Hongrie et de Croatie, princesse d'Achaïe.
- septembre : Pierre de Saluces, évêque de Mende et comte de Gévaudan.
- 13 septembre : Pierre de Savoisy, évêque du Mans puis évêque de Beauvais.
- 11 août : Hugues de Magnac,  évêque de Saint-Flour puis évêque de Limoges.
- 28 octobre : Marguerite Ire de Danemark, surnommée la Sémiramis du Nord, régente du Danemark à partir de 1375 pour son fils Olaf de Norvège, puis reine de Suède.
- 28 décembre : Conrad III d'Oleśnica, duc d'Oleśnica, Koźle, et de la moitié de Bytom et de Ścinawa.

- An-Nâsir Faraj ben Barquq, sultan mamelouk burjite qui règne en Égypte.
- Constantin Ier de Géorgie, roi de Géorgie.
- Archambaud de Grailly, captal de Buch, comte de Benauges, comte de Foix, coprince d’Andorre, vicomte de Béarn, de Marsan et vicomte de Castelbon.
- Bernardon de Serres, capitaine pontifical, capitaine général de Florence, vice-roi de Naples pour Louis II d'Anjou, gouverneur d’Asti pour le duc Louis d'Orléans, seigneur de Malaucène, Mollans et Noves.
- Gruffudd ab Owain Glyndŵr, leader de la révolte des Gallois.
- Rendawa Zhonnu Lodro, enseignant du bouddhisme tibétain.
- Rhys ap Tudur, noble gallois.
- Éric IV de Saxe-Lauenbourg, duc de Saxe-Lauenbourg.

## Crédit d'auteurs
- Cet article est partiellement ou en totalité issu de l'article intitulé « 1412 » (voir la liste des auteurs).